# Гаврилюк, Виктор Степанович
Виктор Степанович Гаврилюк (1911—1994) — советский и украинский физико-географ, кандидат географических наук, доцент Киевского национального университета имени Тараса Шевченко.

## Биография
Родился 16 апреля 1911 года в селе Великие Мошковцы, Волынская губерния, теперь Андрушевский район, Житомирская область. Окончил в 1932 году Житомирский институт социального воспитания. Служил в Красной армии. В 1938 году был в составе первого выпуска геолого-географического факультета Киевского университета. Во время Великой Отечественной войны защищал Киев, Ленинград, освобождал Прибалтику. С 1947 года работал доцентом на кафедре физической географии. Кандидатская диссертация «Физико-географическая характеристика Ровенской области» защищена в 1947 году.
Читал курсы: «Физическая география стран новой демократии», «Физическая география стран Ближнего и Среднего Востока», «Физическая география материков и океанов», «Физическая география СССР». Занимался научно-исследовательской и педагогической работой на кафедре физической географии и охраны природы географического факультета Киевского университета. Автор более 200 научных трудов. Много путешествовал, побывал в более ста странах мира.
Кавалер двух орденов Отечественной войны, награждён орденом Красной Звезды и 20 медалями. Капитан гвардии II ранга в отставке.

## Труды
- Сравнительный анализ природных условий Северной Америки и Евразии: Монография. — К., 1981.
- Природа Північної Америки: Монографія. — К., 1971.
- Північна Америка — фізико-географічна характеристика: Посібник для студентів географічних факультетів і педагогічних інститутів та вчителів географії. — К., 1971.
- Зарубіжна Азія. — К., 1974.
- Фізична географія Південної Америки. — К., 1993.